# Kahlscheuer
Kahlscheuer ist eine Ortschaft in der Gemeinde Wipperfürth im Oberbergischen Kreis im Regierungsbezirk Köln in Nordrhein-Westfalen (Deutschland).

## Lage und Beschreibung
Der Ort liegt im Südosten der Stadt Wipperfürth in einem der Seitentäler des Dierdorfer Siefen. Nachbarorte sind Neeskotten, Unterdierdorf, Oberdierdorf und Hahnenberg.
Der Ort gehört zum Gemeindewahlbezirk 142 und damit zum Ortsteil Dohrgaul.

## Geschichte
Um 1533 wird der Ort erstmals unter der Bezeichnung „Kaalschure“ in Kirchenrechnungen der katholischen Kirchengemeinde von St. Nikolaus in Wipperfürth genannt. Die Karte Topographia Ducatus Montani aus dem Jahre 1715 zeigt einen Hof und bezeichnet diesen mit „Kaltschüer“. Die Topographische Aufnahme der Rheinlande von 1825 zeigt auf umgrenztem Hofraum unter dem Namen „Kahlscheuer“ fünf getrennt voneinander liegende Grundrisse.

## Busverbindungen
Über die Haltestelle Oberdierdorf der Linie 333 (VRS/OVAG) ist Kahlscheuer an den öffentlichen Personennahverkehr angebunden.

## Wanderwege
Die vom SGV ausgeschilderten Rundwanderwege A2, A3 und A4 führen am Ort vorbei.